# Christophe Marchand (natation)
Pour les articles homonymes, voir Christophe Marchand et Marchand.
Christophe Marchand est un nageur français né le 2 novembre 1970 à Choisy-le-Roi.

## Carrière
Il est membre de l'équipe de France aux Jeux olympiques d'été de 1988 à Séoul, terminant 12e sur 1 500 mètres nage libre. Aux Jeux olympiques d'été de 1992 à Barcelone, il termine cinquième de la finale B sur 400 mètres nage libre et 14e sur 1 500 mètres nage libre. Il est finaliste aux championnats du monde à Perth en 1991 sur 200 et 400 mètres nage libre et à Rome en 1994 sur 4 × 200 mètres nage libre.
Il est médaillé de bronze aux championnats d’Europe à Sheffield en 1993 sur 4 × 200 mètres nage libre.
Il a été sept fois champion de France du 400 mètres nage libre (hiver et été 1990, hiver 1991, hiver 1992, hiver et été 1994 et année 1997), sept fois champion de France du 1 500 mètres nage libre (hiver 1988, hiver et été 1989, hiver et été 1990, hiver 1991 et hiver 1992), deux fois champion de France du 200 mètres nage libre (hiver 1991 et hiver 1995) et deux fois champion de France du 400 mètres quatre nages (hiver 1991 et hiver 1992).
Il est recordman de France sur 400, 800 et 1 500 mètres nage libre de 1988 à 2000.

## Palmarès

### Championnats d'Europe
- Sheffield 1993
  -  Médaille de bronze sur 4 × 200 mètres nage libre.

### Jeux méditerranéens
- Athènes 1991
  -  Médaille d'or sur 400 mètres nage libre.
  -  Médaille d'argent sur 4 × 200 mètres nage libre.
- Agde 1993
  -  Médaille d'or sur 400 mètres nage libre.
  -  Médaille d'or sur 4 × 200 mètres nage libre.

## Famille
Il est le frère du nageur Xavier Marchand ; son neveu Léon Marchand est aussi nageur.